# Carterica mima
Carterica mima är en skalbaggsart som beskrevs av Belon 1903. Carterica mima ingår i släktet Carterica och familjen långhorningar. Inga underarter finns listade.